# Juriniopsis aurifrons
Juriniopsis aurifrons är en tvåvingeart som beskrevs av Brooks 1949. Juriniopsis aurifrons ingår i släktet Juriniopsis och familjen parasitflugor. Inga underarter finns listade i Catalogue of Life.